# Parafia Matki Bożej Królowej Pokoju w Szczytnej
Parafia Matki Bożej Królowej Pokoju w Szczytnej – parafia rzymskokatolicka znajdująca się w dekanacie polanickim diecezji świdnickiej. Była erygowana w 1950 roku. 
Jej proboszczem do III kw. 2009 r. był ks. Janusz Jezusek MSF, później był nim ks. Stanisław Michalik MSF. Obecnie proboszczem parafii jest ks. Grzegorz Kamiński MSF.